# Johann Franz von Kochius
Johann Franz von Kochius (* 2. Januar 1729 in Mecklenburg; † 29. September 1797 in Reval) war ein russischer General der Infanterie.

## Leben

### Herkunft und Familie
Johann stammte aus einer bürgerlichen mecklenburgischen Familie. Sein Vater Stephan Koch (Cochius) war Bergrat, seine Mutter war Johanna Elisabeth von Schmieden. Johann hatte eine ältere Schwester Eva Sophia (1720–1803) die mit Magnus Johann von Fock auf Sastama († 1782) vermählt war. Er selbst vermählte sich 1758 in Tuttomäggi mit Barbara von Schwaan. Seine zweite Heirat folgte 1776 mit Dorothea Elisabeth von Knorring, verwitwete Baronin Wrede. Sie war die Schwester des russischen Generalleutnants und Gouverneur von Georgien Carl Heinrich von Knorring (1746–1820). Nachstehende Kinder sind bekannt:
- Peter Iwanowitsch (1759–1821), russischer Generalmajor und Chef des Kabardinischen Musketier-Regiments
  - Wassili Petrowitsch († 1873), russischer General der Marine und Inspekteur aller Lehrequipagen
- Paul Alexander Georg (1777–1825), Oberst
- Anna Wilhelmine Elisabeth (1780–1801), Erbin von Klosterhof, ⚭ 1797 Freiherr Georg Gustav von Fersen auf Russal († 1850)

### Werdegang
Kochius besuchte das Akademie Gymnasium in St. Petersburg, trat ins russische Heer ein und nahm am Siebenjährigen Krieg teil. Er wurde 1758 Adjutant beim General en chef Stresnew. 1763 wurde er zur Landmiliz in der Ukraine versetzt und avancierte 1768 zum Oberst und Kommandeur des Brjansker Infanterieregiments. Kochius nahm am Türkenkrieg teil, erhielt 1773 seine Beförderung zum Generalmajor und wurde gleichzeitig Kommandant von Balaklawa auf der Krim. Mit dem Friedensschluss des 5. Russischen Türkenkrieges 1775 wurde er mit dem St. Annen-Orden ausgezeichnet. Er stieg 1779 zum Generalleutnant auf und war von 1788 bis 1797 Oberkommandant von Reval. Während dieser Zeit hat er auch den St. Wladimir-Orden II. Klasse erhalten. Seine Beförderung zum General der Infanterie und gleichzeitige Bestellung zum Regimentschef des Revaler Garnison-Regiments erfolgte im Jahr 1797.
Er war Besitzer des estländischen Gutes Klosterhof und wurde am 5. Januar 1797 in die Estländische Ritterschaft immatrikuliert.